# ディートリッヒ・クライス
ディートリッヒ・クライス（Dietrich Kraiss、1889年11月16日–1944年8月6日）は、ドイツの陸軍軍人。最終階級はドイツ国防軍陸軍中将。ノルマンディの戦いで戦死した。

## 経歴
シュトゥットガルトに生まれる。1909年3月、第126「バーデン大公フリードリヒ」（第8ヴュルテンベルク）歩兵連隊に士官候補生として陸軍入営。少尉のとき第一次世界大戦が勃発、西部戦線で従軍した。最初は小隊長、のち連隊参謀や大隊長を務めた。1915年6月に中尉に昇進、1918年7月に大尉に昇進した。戦後もヴァイマル共和国軍に残る。
ヴァイマル共和国軍では様々な部隊の中隊長を経て、1925年から1928年までドレスデン歩兵学校教官。1931年5月に少佐に昇進し、ベルリンの国防省に転属となった。1935年に中佐に昇進し、故郷ヴュルテンベルクの部隊で大隊長に転じる。1937年3月、大佐に昇進し、同年10月にハンブルクの歩兵第90連隊長に任命された。
第二次世界大戦では、1939年のポーランド侵攻に連隊長として従軍。ついで西方電撃戦の準備のためドイツに異動となった。1940年5月から第20歩兵師団の一部としてオランダおよびフランス侵攻に従事。1941年2月、少将に昇進。翌月短期間総統予備（待命）となる。1941年7月、第168歩兵師団長に就任し、東部戦線で戦う。ハリコフの戦いでの師団指揮を賞され騎士鉄十字章を受章した。1942年10月に中将に昇進。1943年4月、新設の第355歩兵師団長に補されるが、同師団はマレファ近郊の戦闘で赤軍に撃破され11月に解組された。
1943年11月、フランス北部に駐屯する新設の第352歩兵師団長に任命された。兵員7400名の同師団は他の6個師団とともにノルマンディに上陸した連合軍を迎え撃ち、オマハ・ビーチとゴールド・ビーチの守備を担当していた。アドルフ・ヒトラーによる海岸での死守命令を無視して部隊を20km後退した防衛線に後退させ、数週間にわたり連合軍の進撃を防ぐことに成功した。しかし8月2日に重傷を負い、6日にサン＝ロー近郊で死亡した。死後の8月11日に柏葉付騎士鉄十字章を授与された。